# Chiesa di Sant'Eugenio (Altare)
La chiesa di Sant'Eugenio è un luogo di culto cattolico situato nel comune di Altare, in piazza monsignor Bertolotti, in provincia di Savona. Intitolata a Eugenio di Cartagine, la chiesa è sede della parrocchia omonima della zona pastorale Savonese della diocesi di Acqui.

## Storia e descrizione
Sita nel centro storico del borgo medievale di Altare, fu edificata tra il 1620 e il 1650, in sostituzione dell'antica parrocchiale di sant'Eugenio (oggi la chiesa della Santissima Annunziata), fondata dai monaci benedettini del monastero di sant'Eugenio dell'isola di Bergeggi.
Successivi interventi alla struttura - specie nel 1875 - ne hanno radicalmente modificato l'impianto originario.
L'interno è ad unica navata rettangolare con quattro cappelle laterali per lato e un ampio presbiterio. La facciata con i due piccoli campanili è stata parzialmente rifatta nel 1901.